# Racâș
Racâș – wieś w Rumunii, w okręgu Sălaj, w gminie Hida. W 2011 roku liczyła 526 mieszkańców.